# Kenower W. Bash
Kenower Weimar Bash (* 21. August 1913 in New Glasgow; † 11. Februar 1986 in Zürich) war ein US-amerikanisch-schweizerischer Psychologe, Psychiater und Psychoanalytiker.

## Leben
Kenower Weimar Bash wurde als US-Bürger in Kanada geboren. Er besuchte die Schulen zum größten Teil in Detroit. 1934 begann er Medizinstudium an der University of Toronto, wechselte aber 1936 auf Psychologie an die University of Chicago, wo er 1937 den Master of Science erlangte. Beeindruckt von Carl Gustav Jungs Analytischer Psychologie kam er 1938 in die Schweiz und begann ein Medizinstudium an der Universität Zürich. Gleichzeitig absolvierte er eine Lehranalyse bei Jung und Carl Alfred Meier. 1940 unterbrach Bash das Studium wegen des Krieges und trat 1941 eine Stelle als Assistent an der Schweizerischen Anstalt für Epileptische an. Nach einer längeren Reise durch Dänemark und Schweden, wo er die Elektroenzephalografie (EEG) kennenlernte, errichtete er 1948 an der Anstalt für Epileptische das erste EEG-Laboratorium der Schweiz. Im selben Jahr schloss er das Medizinstudium ab und promovierte mit einer Arbeit über das Verhältnis zwischen Analytischer Psychologie und Gestaltpsychologie.
Von 1948 bis 1949 war Bash ärztlicher Mitarbeiter am Institut für Angewandte Psychologie in Zürich. Anschließend, von 1950 bis 1953, arbeitete er als Assistenzarzt an der Schweizerischen Anstalt für Epileptische. Danach war er für ein Jahr unter der Leitung von Hans Binder als stellvertretender Leiter der Psychiatrischen Poliklinik Winterthur und Oberarzt an der Kantonalen Heil- und Pflegeanstalt Rheinau tätig. Von 1954 bis 1955 war Bash erneut Assistenzarzt und Oberarzt an der Schweizerischen Anstalt für Epileptische. Von 1956 bis 1958 war er erster Oberarzt und Direktor-Stellvertreter unter Fred Singeisen an der Kantonalen Heil- und Pflegeanstalt Wil (St. Gallen).
Bash war ab 1942 verheiratet mit der Chemikerin und Ärztin Johanna Bash-Liechti (1907–1980). 1956 wurde er in Zürich eingebürgert.
Von 1958 bis 1960 arbeitete Bash als Medical Officer der Weltgesundheitsorganisation (WHO) in Kairo, wo er am ʿAbbāsīya-Krankenhaus ein EEG-Labor einrichtete und das Personal dafür schulte. 1960 ernannte ihn die WHO zum Senior Advisor für Neuropsychiatrie in Teheran. Seine Aufgabe war es, zusammen mit dem Gesundheitsministerium psychiatrische Dienste im Iran zu reformieren und aufzubauen. Wie bei seinem Einsatz in Kairo war er auch als Dozent an verschiedenen Universitäten des Landes und als Berater in mehreren Ländern des Nahen Ostens tätig. 1963 begann er mit epidemiologischen Erhebungen in Dörfern Irans.
1964 kam Bash unter dem Direktorium von Hans Walther-Büel an die Psychiatrische Universitätsklinik Waldau in Bern, wo er ab dem 1. Juli als Oberarzt tätig war. Am 1. Januar 1966 wurde er Direktor-Stellvertreter und am 1. Oktober 1970 Vizedirektor der Waldau. 1966 wurde er an der Universität Bern habilitiert und 1967 zum nebenamtlichen und 1972 zum vollamtlichen außerordentlichen Professor mit einem Lehrauftrag für Psychopathologie, analytische Psychologie und Rorschach-Psychodiagnostik ernannt. Im Sommer 1978 wurde Bash pensioniert.
In derselben Zeit war Bash, zusammen mit seiner Frau, fast jährlich weiter im Iran tätig. Sie nahmen epidemiologische Erhebungen in Dörfern vor, so 1965 während vier Monaten in der Region Chuzestan. In den Jahren 1969/70 führte er im Auftrag der WHO, beurlaubt in Bern, mit seiner Frau eine grosse Erhebung in der Stadt Schiras durch. Das gewonnene Material bearbeiteten sie am Netherlands Institute for Advanced Study (NIAS) in Wassenaar, wo er ab dem 1. September 1973 ein einjähriges Forschungsstipendium innehatte. Durch die Islamische Revolution 1979 kam das Vorhaben zum Stillstand, da keine weiteren Erhebungen möglich waren. Die Ergebnisse wurden posthum 1987 im Buch Developing Psychiatry veröffentlicht.
Bash war einer der Initiatoren der 1949 in Bern gegründeten Internationalen Rorschach-Gesellschaft, deren erster Vizepräsident er ab 1977 und deren Präsident er ab 1981 war. Von 1954 bis 1963 war er Mitglied des Kuratoriums des C. G. Jung-Instituts, wo er auch als Dozent für Psychopathologie wirkte. Er arbeitete auch in Privatpraxis, ab 1978 fast ausschließlich als Lehranalytiker. Befreundet war er unter anderem mit dem deutschen Psychologen Ewald Bohm, auf dessen Beerdigung 1980 er eine Trauerrede hielt.
Er publizierte etwa 100 Schriften, darunter sein 1955 erschienenes Lehrbuch der allgemeinen Psychopathologie, das auf gestalt- und analytisch-psychologischen Ansätzen fußt. Er gab auch Werke von Hermann Rorschach (1965) und Hans Binder (1979) heraus.
Die letzten acht Jahre seines Lebens verbrachte Bash, unterbrochen durch Reisen in den Nahen Osten sowie zu Kongressen, in Stäfa am Zürichsee. Er starb 1986 an einem Pankreaskarzinom.

## Schriften (Auswahl)
Als Autor
- Consciousness and the unconscious in depth and Gestalt psychology. North-Holland Publishing, Zürich 1949 (= Dissertation, Universität Zürich, 1949).
- Lehrbuch der allgemeinen Psychopathologie: Grundbegriffe und Klinik. Thieme, Stuttgart 1955 (= Habilitationsschrift, Universität Bern).
- (mit Johanna Bash-Liechti) Developing Psychiatry: Epidemiological and Social Studies in Iran 1963–1976 (= Monographien aus dem Gesamtgebiete der Psychiatrie. Bd. 43). Springer, Berlin 1987, ISBN 3-540-17058-8, doi:10.1007/978-3-642-82915-4.
- Die analytische Psychologie im Umfeld der Wissenschaften. Hrsg. von Christian Scharfetter. Huber, Bern 1988, ISBN 3-456-81656-1.

Als Herausgeber
- Hermann Rorschach: Gesammelte Aufsätze. Zusammengestellt u. hrsg. von Kenower W. Bash. Huber, Bern 1965.
- Hans Binder: Ausgewählte Arbeiten. 3 Bände. Hrsg. von Kenower W. Bash. Huber, Bern 1979, ISBN 3-456-80774-0 (Bd. 1), ISBN 3-456-80775-9 (Bd. 2), ISBN 3-456-80776-7 (Bd. 3).